# Rallye Dakar 1991
Navigation
Édition précédente Édition suivante
Le Rallye Dakar 1991 est le 13e Rallye Dakar. Après un prologue à Clermont-Ferrand, la course prend la direction de l'Afrique et de Tripoli, en Libye. Un an après une édition qui arrivait au Cap, en Afrique du Sud, l'épreuve termine de nouveau à Dakar, au Sénégal.

## Course moto
Après trois éditions d'apprentissage, Stéphane Peterhansel décroche sa première victoire sur le Paris-Dakar. Sur Yamaha, il décide d'être un peu moins rapide que les années précédentes mais de miser sur la régularité. Il remporte une seule étape mais s'impose au classement général devant deux autres pilotes Yamaha, son ami Gilles Lalay et Thierry Magnaldi.
Lors de la 6e étape, entre Dirkou et Agadez, une tempête de sable gêne les pilotes, qui se perdent dans le désert. Peterhansel réussit à retrouver son chemin et prend ce jour-là 45 minutes à ses concurrents. C'était à Agadez, déjà, que Peterhansel avait dû abandonner un an plus tôt sur une passe d'essence.
En fin de rallye, le pilote français est cependant victime d'un problème d'amortisseur. Il perd toute son avance et croit perdre le rallye. Finalement, à la faveur de bonnes dernières étapes, il garde la tête de la course et l'emporte avec 16 minutes  d'avance.

## Course auto

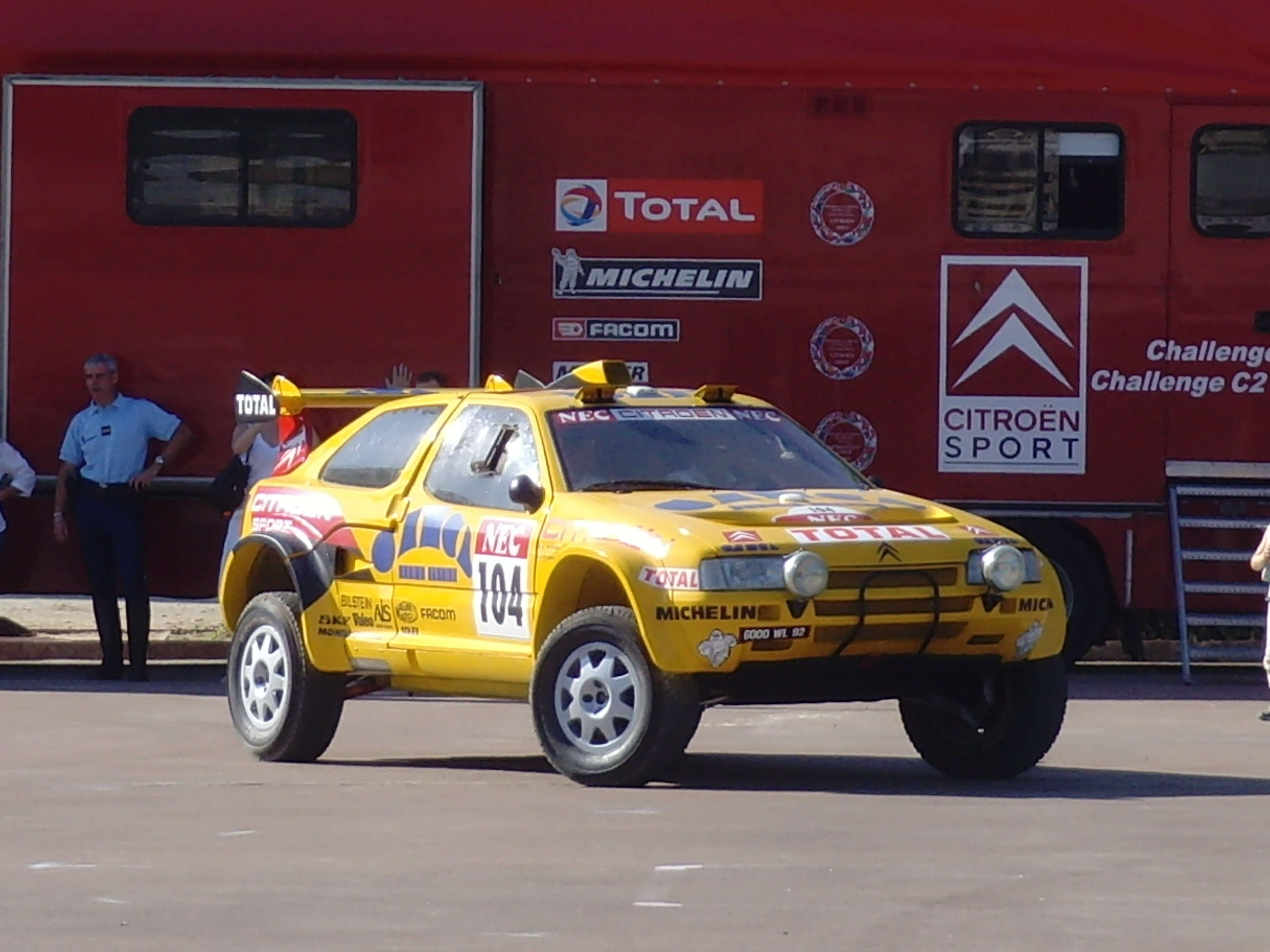
La Citroën ZX rallye-raid utilisée par Ari Vatanen et Bruno Berglund.

Après trois victoires sur Peugeot, Ari Vatanen décroche son quatrième succès sur le Paris-Dakar au volant d'une Citroën ZX rallye-raid. Pour sa première participation, la marque française réussit donc à s'imposer.
A Dakar, Ari Vatanen et son copilote Bruno Berglund devancent assez largement les équipages Mitsubishi, leurs principaux concurrents. Mais Citroën s'est fait peur, avec les abandons de Jacky Ickx et Bjorn Waldegard en cours d'épreuve.
Le pilote finlandais reviendra sur le Dakar à neuf reprises mais ne remportera plus l'épreuve. Son meilleur résultat est une 6e place, toujours avec Citroën, en 1996.

## Étapes
| Étape | Date                    | Départ                   | Arrivée                 | Total (km) |
| ----- | ----------------------- | ------------------------ | ----------------------- | ---------- |
| 1     | 29 décembre             | Paris France             | Clermont-Ferrand France |            |
| 2     | 30 de diciembre         | Clermont-Ferrand France  | Marseille France        |            |
|       | 31 décembre - 1 janvier | Transport vers l'Afrique |                         |            |
| 3     | 2 janvier               | Tripoli Libye            | Ghadamès Libye          | 604        |
| 4     | 3 janvier               | Ghadamès Libye           | Idri Libye              | 594        |
| 5     | 4 janvier               | Idri Libye               | Ghat Libye              | 501        |
| 6     | 5 janvier               | Ghat Libye               | Tummu Libye             | 681        |
| 7     | 6 janvier               | Tummu Libye              | Dirkou Niger            | 601        |
| 8     | 7 janvier               | Dirkou Niger             | Gossololom Niger        | 350        |
| 9     | 8 janvier               | Gossololom Niger         | Agadez Niger            | 490        |
|       | 9 janvier               | Jour de repos            |                         |            |
| 10    | 10 janvier              | Agadez Niger             | Tillia Niger            | 516        |
| 11    | 11 janvier              | Tillia Niger             | Gao Mali                | 630        |
| 12    | 12 janvier              | Gao Mali                 | Tombouctou Mali         | 410        |
| 13    | 13 janvier              | Tombouctou Mali          | Néma Mauritanie         | 672        |
| 14    | 14 janvier              | Néma Mauritanie          | Tichitt Mauritanie      | 482        |
| 15    | 15 janvier              | Tichitt Mauritanie       | Kiffa Mauritanie        | 532        |
| 16    | 16 janvier              | Kiffa Mauritanie         | Tambacounda Sénégal     | 572        |
| 17    | 17 janvier              | Tambacounda Sénégal      | Dakar Sénégal           | 536        |

## Classements finaux

### Motos
| Pos. | Pilote                     | Constructeur |
| ---- | -------------------------- | ------------ |
| 1    | Stéphane Peterhansel (FRA) | Yamaha       |
| 2    | Gilles Lalay (FRA)         | Yamaha       |
| 3    | Thierry Magnaldi (FRA)     | Yamaha       |
| 4    | Marc Morales (FRA)         | Stalaven     |
| 5    | Jordi Arcarons (ESP)       | Cagiva       |
| 6    | Carlos Mas (ESP)           | Yamaha       |
| 7    | Luigi Medardo (ITA)        | Gilera       |
| 8    | Edi Orioli (ITA)           | Cagiva       |
| 9    | Roberto Mandelli (ITA)     | Gilera       |
| 10   | Antonio Boluda (ESP)       | Honda        |

### Autos
| Pos. | Pilote                     | Copilote                  | Constructeur |
| ---- | -------------------------- | ------------------------- | ------------ |
| 1    | Ari Vatanen (FIN)          | Bruno Berglund (SWE)      | Citroën      |
| 2    | Pierre Lartigue (FRA)      | Patrick Destaillats (FRA) | Mitsubishi   |
| 3    | Jean-Pierre Fontenay (FRA) | Bruno Musmarra (FRA)      | Mitsubishi   |
| 4    | Kenneth Eriksson (SWE)     | Staffan Parmander (SWE)   | Mitsubishi   |
| 5    | Hubert Auriol (FRA)        | Philippe Monnet (FRA)     | Lada         |
| 6    | Alain Ambrosino (FRA)      | Alain Guéhennec (FRA)     | Citroën      |
| 7    | Patrick Tambay (FRA)       | Dominique Lemoyne (FRA)   | Lada         |
| 8    | Jean Bouchet (FRA)         | Jean-Luc Leran (FRA)      | Nissan       |
| 9    | Gérard Sarrazin (FRA)      | Gérard Trouble (FRA)      | Toyota       |
| 10   | Jean-Jacques Ratet (FRA)   | Michel Vantouroux (FRA)   | Toyota       |

### Camions
Avant 1998, les camions sont intégrés à la catégorie « auto » et ne disposent pas de leur propre classement. En 1991, l'équipage de Jacques Houssat, Thierry de Saulieu et Danilo Bottaro, premier camion du général, termine 19e de la catégorie « autos / camions ».
| Pos. | Pilote 1         | Pilote 2           | Pilote 3         | Constructeur |
| ---- | ---------------- | ------------------ | ---------------- | ------------ |
| 1    | Jacques Houssat  | Thierry de Saulieu | Danilo Bottaro   | Perlini      |
| 2    | Vladimir Goltsov | Firdaus Kabirov    | Nikolai Strakhov | KamAZ        |
| 3    | Joel Tammeka     | Juhan Anupõld      | Enno Piirsalu    | KamAZ        |
| 4    | Karel Loprais    | Radomír Stachura   | Josef Kalina     | Tatra        |